# Colladonus collaris
Colladonus collaris är en insektsart som beskrevs av Ball 1902. Colladonus collaris ingår i släktet Colladonus och familjen dvärgstritar. Inga underarter finns listade i Catalogue of Life.